# Juan Rithner
Juan José Rithner (Baradero, 4 gennaio 1890 – 23 agosto 1960) è stato un calciatore argentino, di ruolo portiere.

## Caratteristiche tecniche
Estremo difensore sicuro tra i pali, era anche dotato di coraggio. Nella stagione 1907 fu schierato come giocatore di movimento per due partite, e riuscì a segnare un gol.

## Palmarès

### Club

#### Competizioni nazionali
- Campionato argentino: 1

Quilmes: 1912